# Columbia (Connecticut)
Columbia è un comune di 4.971 abitanti degli Stati Uniti d'America, situato nella Contea di Tolland nello Stato del Connecticut.